# Заозёрный (вулкан)
Заозёрный (гора Термальная) — щитовой вулкан на Камчатке. Расположен в 8 км северо-западнее озера Двухюрточного, занимая водораздельный участок междуречья верховьев реки Двухюрточной и правых притоков верховий реки Левой.
Абсолютная высота — 1349 м, относительная — 550 м. Площадь вулкана — около 41 км², объём изверженного материала — 7 км³. Форма вулканической постройки — правильный щит, заканчивающийся двумя пологими конусами. Подножие вулкана и его склоны эродированы слабо. На южных склонах располагаются два небольших кара, а южное подножие вулкана подрезано троговой долиной реки Двухюрточной. Обе вершины вулкана — пологие конусы, кратеры отсутствуют. Возраст вулкана верхнечетвертично-современный.